# Phường 7, Quận 6
Phường 7 là một phường thuộc Quận 6, Thành phố Hồ Chí Minh, Việt Nam.
Phường 7 có diện tích 0,47 km², dân số năm 2021 là 11.450 người,  mật độ dân số đạt 24.361 người/km².